# Jan Damen (violist)
Jan Hendrik Samuel Benjamin (Jan) Damen, soms verduitst tot Jan Dahmen, (Breda, 30 juni 1898 – Amsterdam, 20 december 1957) was een Nederlands violist.

## Leven en werk
Jan Damen werd geboren binnen het gezin van muzikant Benjamin Jacobus Damen en Suzanna Maas. Hij speelde viool vanaf zijn zevende. Hij kreeg zijn eerste opleiding aan het Koninklijk Conservatorium in Den Haag. Hij studeerde verder privé bij André Spoor en daarna bij Carl Flesch. In 1917 en 1918 trad hij op met de pianiste Mona Scholte (1892-1980), leerlinge van Willem Andriessen en pianodocente te Groningen. Ze trouwden in 1920 in Berlijn. Ook als echtpaar traden ze diverse keren samen op. Op jonge leeftijd werd hij aangesteld als concertmeester van de Berliner Philharmoniker (1919-1921). In 1922 kreeg hij die functie bij het Gewandhausorchester in Leipzig en in 1924 bij de Staatskapelle Dresden, waar hij 21 jaar bleef. In Dresden was de jeugdige Wolfgang Schulze, de latere kunstenaar Wols, een van zijn vioolleerlingen. In 1929 gaf hij twee concerten in Moskou als solist bij Persimfans, het orkest zonder dirigent. Hij ging in 1930 op tournee door Nederlands-Indië en in 1932 door Spanje.
Tegen het einde van de Tweede Wereldoorlog verloor hij al zijn bezittingen tijdens het bombardement op Dresden. Na 21 jaar vertrok hij naar het Göteborg Symfonieorkest om daar concertmeester te zijn. Hij keerde in 1948 terug naar Nederland om concertmeester te worden van het Concertgebouworkest op verzoek van zijn vriend, chef-dirigent Eduard van Beinum. Hij bekleedde deze functie tot zijn dood. Naast orkestmusicus was hij ook regelmatig solist en speelde kamermuziek, voornamelijk strijkkwartetten. Zo maakte hij met Jan Bresser, Klaas Boon en Tibor de Machula deel uit van het Concertgebouwstrijkkwartet. Zijn uitvoeringen als solist in het Vioolconcert van Ludwig van Beethoven werden geroemd. Van zijn uitvoering van het Vioolconcert van Jean Sibelius bestaat een cd-opname.
Jan Damen overleed op 59-jarige leeftijd na een ziekbed in het Prinsengrachtziekenhuis. Op de dag van de crematie in Driehuis-Westerveld hingen de vlaggen van het Concertgebouw halfstok.
Jan Damen was ridder in de Orde van Oranje Nassau. De Jan Damenstraat in Schiedam is naar hem vernoemd.
- Gemeinsame Normdatei: 116014725
- International Standard Name Identifier: 0000 0003 9714 9110
- Library of Congress Control Number: no2003122066
- Nationale Bibliotheek van Israël: 987007379980005171
- Nederlandse Thesaurus van Auteursnamen: 323243843
- Virtual International Authority File: 292204450
- WorldCat: E39PBJwhyKj4kmGxfMtVhwgdwC